# Premios Macondo
Los Premios Macondo son un conjunto de Premios otorgados por la Academia Colombiana de Artes y Ciencias Cinematográficas como reconocimiento a la excelencia artística, técnica y narrativa del cine colombiano.

## Historia
Surgen de la necesidad de dar visibilidad a la Academia Colombiana de Artes y Ciencias Cinematográficas conformada en el año 2009 con el fin de agremiar a realizadores, productores, guionistas y técnicos del país. También, reconocer la búsqueda de la excelencia de la cinematografía colombiana.
Se entregaron por primera vez el 21 de octubre de 2010 en el Teatro Jorge Eliécer Gaitán de Bogotá con transmisión en directo por el canal de televisión Señal Colombia, en el marco de la Semana del Cine Colombiano organizada por el Ministerio de las Culturas, las Artes y los Saberes. De manera habitual, se entregan en otoño (entre los meses de octubre y diciembre).

## Premio
El nombre está inspirando en el Macondo creado por Gabriel García Márquez, un pueblo ficticio donde se recrea la historia de su célebre novela Cien años de soledad. La estatuilla fue diseñada por el actor Roberto Cano e inspirada en el árbol colombiano Macondo.

## Ceremonias de premiación
| Año  | Edición        | Fecha de entrega        | Lugar                                                      | Mejor Película            | Mejor Dirección                                    | Categorías                   | Ref.   |
| ---- | -------------- | ----------------------- | ---------------------------------------------------------- | ------------------------- | -------------------------------------------------- | ---------------------------- | ------ |
| 2010 | Primera        | 21 de octubre de 2010   | Teatro Jorge Eliécer Gaitán, Bogotá                        | Los viajes del viento     | Ciro Guerra (Los viajes del viento)                | 12                           | [ 3 ]  |
| 2012 | Segunda        | 22 de noviembre de 2012 | Universidad Jorge Tadeo Lozano, Bogotá                     | Todos tus muertos         | Carlos Moreno (Todos tus muertos)                  | 16                           | [ 4 ]  |
| 2013 | Tercera        | 30 de noviembre de 2013 | Teatro Mayor Julio Mario Santo Domingo, Bogotá             | La playa DC               | William Vega (La sirga)                            | 16                           | [ 5 ]  |
| 2015 | Cuarta         | 4 de diciembre de 2015  | Hotel Tequendama, Bogotá                                   | El abrazo de la serpiente | Ciro Guerra (El abrazo de la serpiente)            | 15                           | [ 6 ]  |
| 2016 | Quinta         | 18 de noviembre de 2016 | Teatro Faenza, Bogotá                                      | La tierra y la sombra     | César Augusto Acevedo (La tierra y la sombra)      | 16                           | [ 7 ]  |
| 2017 | Sexta          | 14 de diciembre de 2017 | Teatro Faenza, Bogotá                                      | Pariente                  | Iván D. Gaona (Pariente)                           | 16                           | [ 8 ]  |
| 2018 | Séptima        | 17 de noviembre de 2018 | Centro de Convenciones Ágora, Bogotá                       | Matar a Jesús             | Laura Mora (Matar a Jesús)                         | 18                           | [ 9 ]  |
| 2019 | Octava         | 9 de noviembre de 2019  | Centro de Convenciones Plaza Mayor, Medellín               | Pájaros de verano         | Cristina Gallego y Ciro Guerra (Pájaros de verano) | 18                           | [ 10 ] |
| 2021 | Novena         | 6 de diciembre de 2021  | Cinemateca Distrital de Bogotá                             | Monos                     | Alejandro Landes (Monos)                           | 18                           | [ 11 ] |
| 2022 | Décima         | 5 de noviembre de 2022  | Teatro Jorge Eliecer Gaitán, Bogotá                        | Amparo                    | Simón Mesa Soto (Amparo)                           | 19                           | [ 12 ] |
| 2023 | Décima primera | 5 de noviembre de 2023  | Centro Nacional de las Artes Delia Zapata Olivella, Bogotá | Los reyes del mundo       | Laura Mora (Los reyes del mundo)                   | 20                           | [ 13 ] |
| 2024 | Décima segunda | 3 de noviembre de 2024  | Teatro Santander, Bucaramanga                              | El otro hijo              | Juan Sebastián Quebrada (El otro hijo)             | 21                           | [ 14 ] |
| 2025 | Décima tercera | 2 de noviembre de 2025  | Medellín                                                   | Por anunciar              | Por anunciar                                       | 20 + 4 galardones especiales | [ 15 ] |

## Intérpretes galardonados con el premio Macondo
| Edición   | Actriz                                         | Actor                                   | Actriz secundaria                                       | Actor secundario                        |
| --------- | ---------------------------------------------- | --------------------------------------- | ------------------------------------------------------- | --------------------------------------- |
| 1.ª 2010  | Paola Baldión (Retratos en un mar de mentiras) | Andrés Parra (La pasión de Gabriel)     | Margarita Rosa de Francisco (Del amor y otros demonios) | Manolo Cardona (Contracorriente)        |
| 2.ª 2012  | Margarita Rosa de Francisco (García)           | Álvaro Rodríguez (Todos tus muertos)    | Clara Lago (La cara oculta)                             | Jorge Herrera (Todos tus muertos)       |
| 3.ª 2013  | Karent Hinestroza (Chocó)                      | Mauricio Puentes (Roa)                  | Julieth Restrepo (Estrella del Sur)                     | Julio Pachón (Roa)                      |
| 4.ª 2015  | Alejandra Borrero (Gente de bien)              | Cristian James Advincula (Manos sucias) | Alma Rodríguez (Tierra en la lengua)                    | Felipe Botero (Mateo)                   |
| 5.ª 2016  | Juana Acosta (Anna)                            | Damián Alcázar (Magallanes)             | Julieth Restrepo (La semilla del silencio)              | Enrique Carriazo (Siempreviva)          |
| 6.ª 2017  | Luisa Vides (Oscuro animal)                    | Bernardo Garnica (X500)                 | Marcela Benjumea (Sin mover los labios)                 | Álvaro Bayona (Sin mover los labios)    |
| 7.ª 2018  | Marcela Benjumea (Amalia la secretaria)        | Enrique Carriazo (Amalia la secretaria) | Patricia Tamayo (Amalia la secretaria)                  | Camilo Escobar (Matar a Jesús)          |
| 8.ª 2019  | Carmiña Martínez (Pájaros de verano)           | Alden Knight (Candelaria)               | Natalia Reyes (Pájaros de verano)                       | Jhon Narváez (Pájaros de verano)        |
| 9.ª 2021  | Patricia Tamayo (El olvido que seremos)        | Christian Tappan (Lavaperros)           | Sofía Buenaventura (Monos)                              | John Alex Toro (Lavaperros)             |
| 10.ª 2022 | Paula Castaño (Llanto maldito)                 | Jacques Toukhmanian (Sicosexual)        | Diana Wiswell (Leading Ladies)                          | Christian Ballesteros (Entre la niebla) |
| 11.ª 2023 | Marcela Valencia (Una madre)                   | Jhon Narváez (Rebelión)                 | Cristina Zuleta (Una madre)                             | Nelson Camayo (La frontera)             |
| 12.ª 2024 | Jenny Nava (El otro hijo)                      | Diego Cadavid (El bolero de Rubén)      | Victoria Hernández (Aurora)                             | Simón Trujillo (El otro hijo)           |

## Estadísticas

#### Películas con más premios Macondo
9 premios
- Pariente (2017), [obtuvo el Premio a la Mejor película]
- Pájaros de verano (2019), [obtuvo el Premio a la Mejor película]

8 premios
- El abrazo de la serpiente (2015), [obtuvo el Premio a la Mejor película]
- Monos (2021), [obtuvo el Premio a la Mejor película]

7 premios
- Amparo (2022), [obtuvo el Premio a la Mejor película]

6 premios
- Roa (2013)
- Los reyes del mundo (2023), [obtuvo el Premio a la Mejor película]
- El otro hijo (2024), [obtuvo el Premio a la Mejor película]

5 premios
- Todos tus muertos (2012), [obtuvo el Premio a la Mejor película]
- Matar a Jesús (2018), [obtuvo el Premio a la Mejor película]

4 premios
- Los viajes del viento (2010), [obtuvo el Premio a la Mejor película]
- Siempreviva (2016)
- Lavaperros (2021)

## Categorías
- Mejor película.
- Mejor dirección.
- Mejor actor principal.
- Mejor actriz principal.
- Mejor actor de reparto.
- Mejor actriz de reparto.
- Mejor guion
- Mejor fotografía
- Mejor montaje
- Mejor documental
- Mejor largometraje iberoamericano
- Mejor largometraje de animación
- Mejor cortometraje
- Mejor música original
- Mejor canción original
- Mejor sonido
- Mejor dirección de arte
- Mejor diseño de vestuario
- Mejor maquillaje
- Mejor VFX